# Traunsteinera sphaerica
Traunsteinera sphaerica är en orkidéart som först beskrevs av Friedrich August Marschall von Bieberstein, och fick sitt nu gällande namn av Rudolf Schlechter. Traunsteinera sphaerica ingår i släktet Traunsteinera och familjen orkidéer. Inga underarter finns listade i Catalogue of Life.